# Bărbați sub arme
Bărbați sub arme (1993) (titlu original Men at Arms) este al 15-lea roman din seria Lumea Disc de Terry Pratchett și al doilea despre Garda Orașului Ankh-Morpork. În acest roman este introdusă subagentul Angua von Überwald (promovată ulterior în cadrul seriei la rangul de sergent) și apare subagentul Detritus (întâlnit anterior în alte romane ale Lumii Disc, în special în Imagini mișcătoare. De asemenea, include singura apariție a subagentului Cuddy. La fel ca în celelalte cărți din serie, Pratchett face aluzie la o serie de elemente din istorie sau legende - una dintre cele mai notabile fiind cea referitoare la mitul regelui care scoate sabia din stâncă, prezent în legendele regelui Arthur.

## Intriga
Edward d'Eath, un Asasin și fiu al unor nobili scăpătați, capătă convingerea că restaurarea monarhiei în Ankh-Morpork va rezolva schimbările sociale ale orașului, pe care le consideră vinovate de decăderea familiei sale. Făcând cercetări în istoria familiei regale, ajunge la concluzia că moștenitorul de drept al tronului ar fi caporalul Morcove din Garda Orașului.
Între timp, căpitanul Vimes se pregătește pentru inevitabila nuntă cu Lady Sybil Ramkin, cea mai bogată femeie din Ankh-Morpork. Pe lângă asta, trebuie să se ocupe de un grup nou de recruți pe care a fost nevoit să-i angajeze din motive care țin de diversitate: Cuddy (un pitic), Detritus (un trol) și Angua (un vârcolac, lucru despre care Morcove nu știe, convingerea sa fiind că aducerea ei în Gardă ține de faptul că este femeie). Când o serie de crime aparent fără legătură se produc în Breslele orașului, Lordul Vetinari îi interzice lui Vimes să investigheze - de fapt, un exercițiu de psihologie inversă, prin care speră să-l determine să investigheze situația. Cuddy și Detritus sunt obligați să lucreze împreună, ceea ce-i va face să treacă peste dușmănia ancestrală dintre rasele lor, devenind prieteni. Angua lucrează împreună cu câinele vorbitor Gaspode și se îndrăgostește de Morcove, care îi răspunde cu afecțiune până în momentul în care află că ea este, de fapt, vârcolac.
Se dovedește că d'Eath ar fi furat din Breasla Asasinilor gonne, prima armă de foc manuală de pe Lumea Disc, cu intenția de a discredita guvernul Vetinari prin intermediul crimelor. Posesorii de gonne cad sub vraja dispozitivului. După ce d'Eath își face cunoscute planurile conducătorului Breslei Asasinilor, Dr. Cruces, acesta din urmă îl ucide și ia operațiunea în propriile mâini. Garda îl împiedică pe Cruces să-l asasineze pe Vetinari, dar Cuddy și Angua devin victime ale conflictului. Vimes și Morcove îl înfruntă pe Cruces, căpitanul rezistând eroic în fața magiei armei gonne. Cruces îi oferă lui Morcove dovezile că este moștenitorul regal, dar acesta îl ucide și îngroapă atât dovezile, cât și arma dezasamblată, alături de Cuddy. Deoarece un vârcolac poate fi ucis doar de gloanțe de argint, Argua revine la viață la răsăritul lunii.
Vimes și Ramkin se căsătoresc. Ultimele evenimente au ridicat prestigiul Gărzii Orașului, aducând în rândurile sale noi recruți. Morcove îl vizitează pe Vetinari, care se așteaptă ca acesta să-l șantajeze și să-i ceară anumite avantaje personale. Spre surprinderea lui, caporalul are doar cerințe de reformare a Gărzii Orașului într-un dispozitiv mai eficient și integrat, cu condiții mai bune de lucru. Patricianul acceptă, făcându-l pe Morcove căpitan al Gărzii și ridicându-l în rang pe Vimes, pe post de comandat al gărzii și cavaler.